# Australe Lingula
L'Australe Lingula è una struttura geologica della superficie di Marte.